# Conopomorpha cramerella
Espèce
Conopomorpha cramerella (teigne javanaise du cacaoyer ou foreur de cabosses) est une espèce d'insectes lépidoptères (papillons) de la famille des Gracillariidae, originaire des régions tropicales.
Cet insecte admet comme hôtes de nombreuses espèces végétales, parmi lesquelles le cacaoyer. Les dégâts sont dus aux chenilles qui se développent notamment dans les cabosses de cacao, ce qui en fait un ravageur d'une grande importance économique, en particulier dans le sud-est asiatique.

## Biologie

### Principales plantes hôtes
Parmi les plantes hôtes de Conopomorpha cramerella figurent notamment : Cola spp. (noix de cola),
Cynometra cauliflora (nam nam),
Cynometra iripa,
Lansium domesticum  (langsat ou longkong),
Nephelium lappaceum (ramboutan),
Nephelium mutabile (pulusan),
Pometia pinnata (pometier ou kava de Tahiti),
Theobroma cacao (cacaoyer),
Xerospermum spp.  (ramboutans sauvages).